# Willard Ikola
Willard Ikola (* 28. Juli 1932 in Eveleth, Minnesota; † 20. Januar 2025) war ein US-amerikanischer Eishockeytorwart und -trainer. Als Spieler gewann er bei den Olympischen Winterspielen 1956 die Silbermedaille, als Trainer war er im Highschool-Bereich erfolgreich.

## Karriere

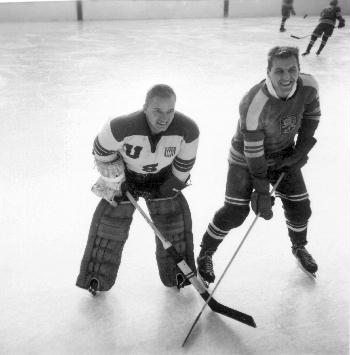
Willard Ikola (li.) mit Jorma Salmi (1950er Jahre)

Ikola lernte den Eishockeysport in Eveleth. Von 1946 bis 1950 spielte er für die Highschool von Eveleth und gewann drei Highschool-Meisterschaften von Minnesota (1948–50). Mit ihm konnte das Team 67 Spiele in Folge gewinnen und blieb drei Jahre ohne Niederlage. Anschließend spielte er vorübergehend für den Detroit Auto Club in der International Hockey League, wechselte aber kurz darauf zum Collegeteam der University of Michigan an. Dort gewann er in zwei Spielzeiten mit den Wolverines die NCAA-Meisterschaft (1952, 53).
1955 wurde Ikola in die US-Nationalmannschaft berufen. Mit dieser gewann er bei den Olympischen Winterspielen 1956 in Cortina d’Ampezzo die Silbermedaille. Im US-Team musste sich Ikola in der Finalrunde lediglich der Sowjetunion mit 0:4 geschlagen geben. Bis 1958 spielte er noch für das US-Team, während er gleichzeitig als Navigator bei der Air Force arbeitete. Danach lehnte er ein Angebot ab, professionell Eishockey zu spielen, und wurde Trainer an der Highschool von Edina (Edina High School und Edina East High School). Nachdem er die erste Saison noch mit einer negativen Bilanz beendet hatte (4-9-5), wies sein Team in den 32 folgenden Spielzeiten eine positive Bilanz auf. Insgesamt beträgt diese 616-149-38. In seiner Zeit in Edina konnte er insgesamt 22 Conference-Titel, 19 Regionalmeisterschaften und acht State-Championships (1969, 71, 74, 78, 79, 82, 84 und 88) gewinnen. Sechsmal wurde er als Highschool-Trainer des Jahres von Minnesota ausgezeichnet.
Später arbeitete Ikola als Scout für die New York Islanders.

## Auszeichnungen
- 1990: United States Hockey Hall of Fame
- 1900: John Mariucci Award
- 1990: University of Michigan Hall of Honor
- 1992: National High School Sports Hall of Fame
- 1997: Edina Athletic Hall of Fame

## Einzelnachweis
1. ↑  Legendary Edina High School hockey coach Willard Ikola dies at 92. In: cnn.iprima.cz. 21. Januar 2025, abgerufen am 21. Januar 2025.

| Personendaten    | Personendaten                                   |
| ---------------- | ----------------------------------------------- |
| NAME             | Ikola, Willard                                  |
| KURZBESCHREIBUNG | US-amerikanischer Eishockeytorwart und -trainer |
| GEBURTSDATUM     | 28. Juli 1932                                   |
| GEBURTSORT       | Eveleth, Minnesota                              |
| STERBEDATUM      | 20. Januar 2025                                 |